# Nesticus anagamianus
Nesticus anagamianus är en spindelart som beskrevs av Takeo Yaginuma 1976. Nesticus anagamianus ingår i släktet Nesticus och familjen grottspindlar. Inga underarter finns listade i Catalogue of Life.